# Torre Spaccata
Torre Spaccata è la dodicesima zona di Roma nell'Agro romano, indicata con Z. XII.
Il toponimo Torrespaccata indica invece la zona urbanistica 8A che si estende su un territorio completamente diverso, lungo l'asse di viale dei Romanisti, nel quartiere Don Bosco.

## Geografia fisica

### Territorio
Si trova nell'area est del comune, a ridosso ed internamente al Grande Raccordo Anulare, fra la via Prenestina a nord e la via Casilina a sud.
La zona confina:
- a nord con la zona Z. VIII Tor Sapienza[1]
- a est con la zona Z. XIII Torre Angela[2]
- a sud con la zona Z. XV Torre Maura[3]
- a ovest con il quartiere Q. XXIII Alessandrino[4]

## Monumenti e luoghi d'interesse

### Architetture civili
- Casali della Mistica, su via della Tenuta della Mistica. Casali del XIX secolo. 41.881292°N 12.608596°E
- Ex Lanificio Giuseppe Gatti, su via Prenestina. Capannone industriale del XX secolo.[5] 41.891723°N 12.59565°E

Progetto del 1951-53 dell'ingegner Pier Luigi Nervi. Il piano garage è caratterizzato dai solai a fungo a nervature isostatiche eseguiti con casseforme mobili in ferrocemento, mentre la copertura al piano terreno è a shed (capanna) su travi di cemento armato precompresso.

### Architetture religiose

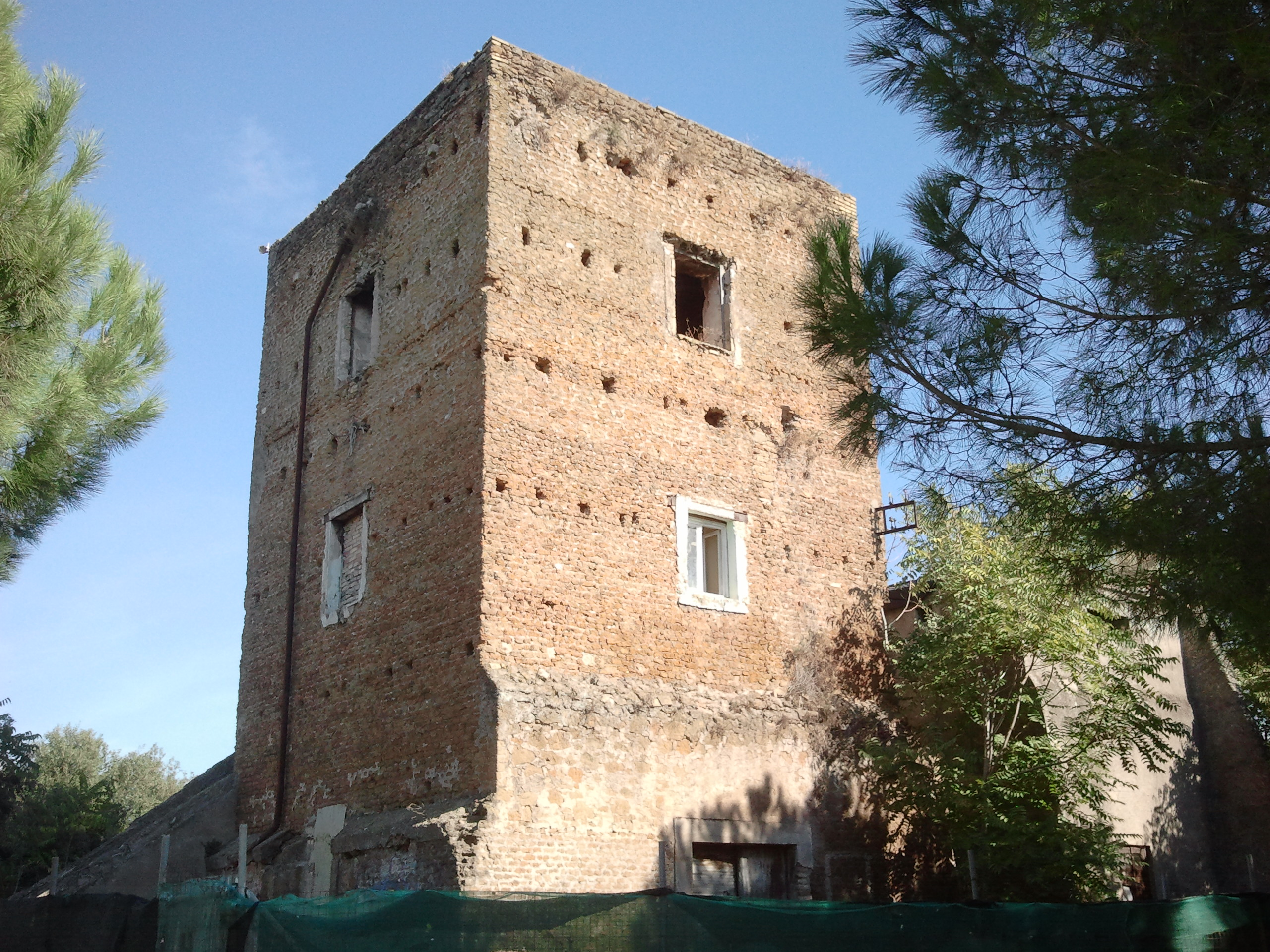
Torre di Casa Calda.

- Cappella dell'Istituto di Nostra Signora del Suffragio, su via dei Colombi. Cappella del XX secolo. 41.869218°N 12.593106°E
- Cappella Sant'Antonio dell'Omo, su largo Piccola Lourdes. Cappella in stile modernista del XX secolo (1960). 41.892387°N 12.607681°E

Opera dell'architetto Angelo Marinucci.
- Chiesa di Nostra Signora del suffragio e Sant'Agostino di Canterbury, su via Walter Tobagi. Chiesa del XX secolo (1998).41.874451°N 12.597053°E

Parrocchia eretta il 1º dicembre 1975 con il decreto del cardinale vicario Ugo Poletti Quotidianis curis.

### Siti archeologici
- Villa rustica di Casa Calda, su via dei Ruderi di Casa Calda. Villa dell'età repubblicana. 41.875397°N 12.595346°E
- Villa di Torre Spaccata (sito 1). Villa del I secolo a.C.[8]
- Villa di Torre Spaccata (sito 2), su via Pietro Sommariva[9]. Villa del I secolo a.C.[10] 41.866722°N 12.573674°E
- Villa romana di Santa Maria dei Ruderi, su via delle Canapiglie. Villa dell'età imperiale. 41.869183°N 12.599847°E
- Tratto dell'Acquedotto alessandrino presso il fosso di Tor Tre Teste, nella tenuta della Mistica. Arcate dell'acquedotto alessandrino (III secolo). 41.880632°N 12.605164°E
- Oratorio di Sant'Erasmo, su via delle Canapiglie. Chiesa medioevale. 41.869112°N 12.600272°E

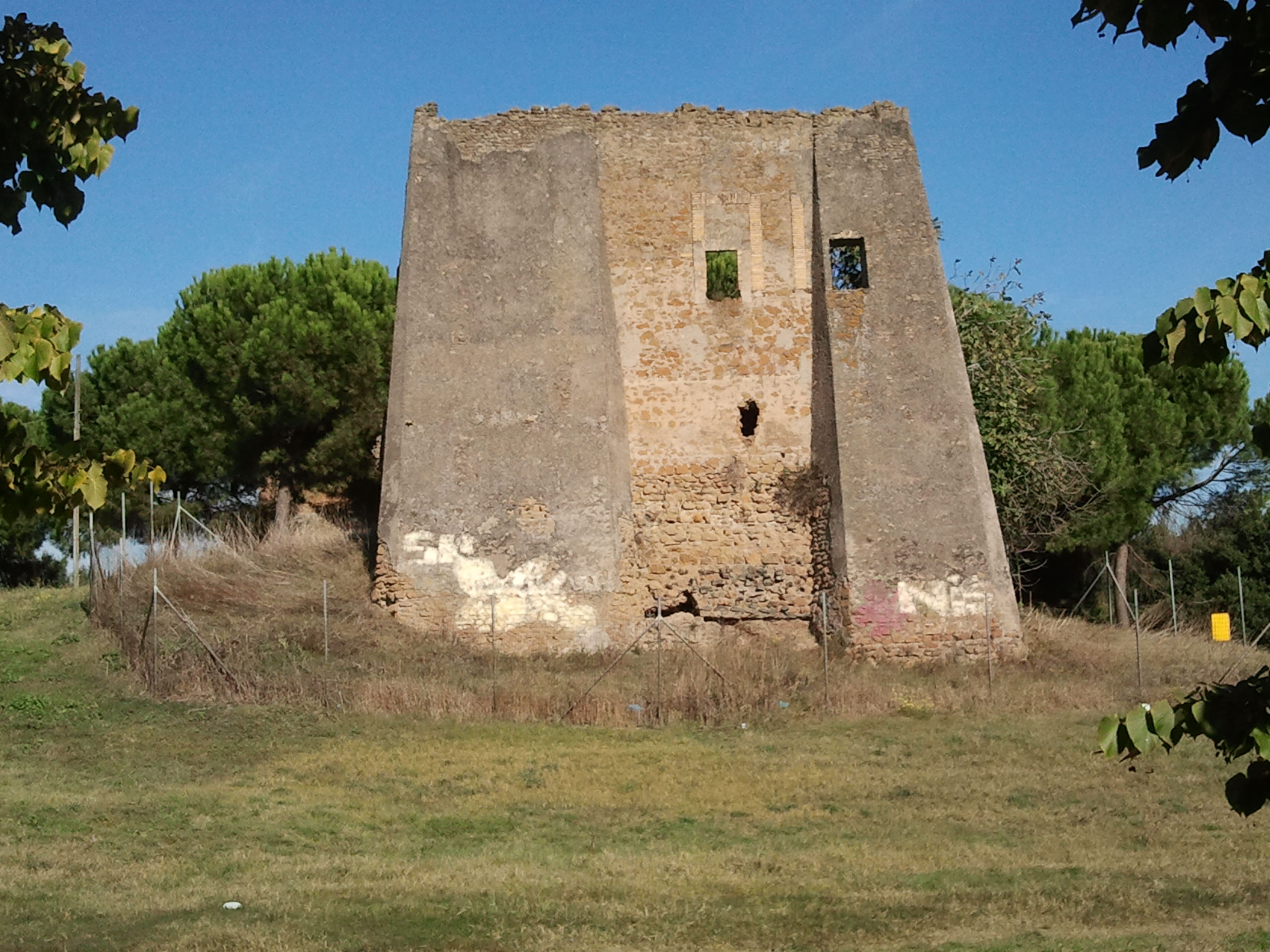
L'unica parete rimasta del palazzo di Casa Calda.

- Complesso di Casa Calda, su via dei Ruderi di Casa Calda.[11][12]

Torre del XIII secolo. 41.875669°N 12.59537°E
Parete di un palazzo del XVI secolo. 41.875237°N 12.595514°E

#### La torre

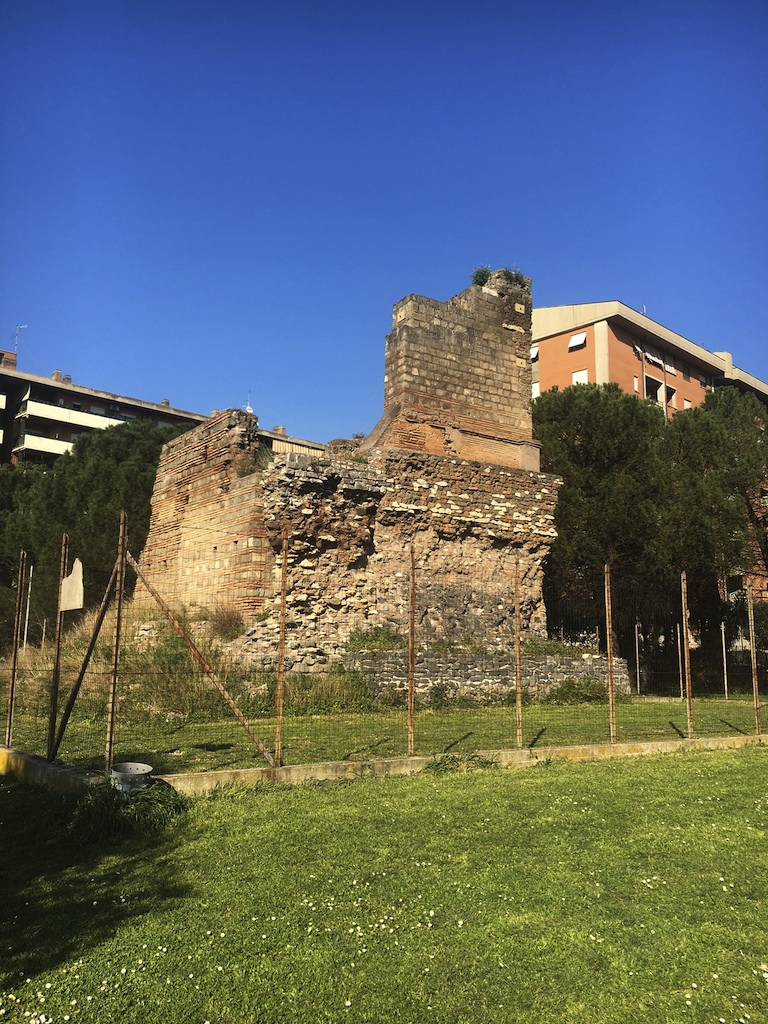
Torre Spaccata.

La torre omonima (Tor Spaccata o Torre Spaccata), si trova nella zona di Torre Maura, su via Giovanni Battista Peltechian, a Cinecittà Est. La struttura medioevale, impostata su un sepolcro romano risale ai secoli IX e X, fu costruita con tufelli alternati a laterizi. Ha una base quadrangolare di 8 m di lato e un'altezza massima, delle rovine che rimangono, di 6 m. Dal secolo XII al XIV furono eseguiti dei rifacimenti delle pareti con blocchetti di tufo e delle murature di contenimento. Era adibita al controllo della antica via Labicana, odierna via Casilina, e della via Tuscolana.
Le rovine ancora ben conservano i resti di un sepolcro romano in laterizio, precisamente di un colombario di età antonina (II sec. d.C.). Nel 1369 la torre faceva parte della tenuta del Casale Palazzetto e fu venduta dal canonico lateranense Lorenzo Angeleri al monastero di Sant'Eufemia. Il casale, denominato Palaczectum S. Heufemie, alla fine del medioevo passò alla famiglia degli Astalli e, successivamente, alla famiglia dei Della Valle.

## Geografia antropica

### Urbanistica
Nel territorio di Torre Spaccata, si estendono l'intera zona urbanistica 7F Casetta Mistica, la parte sud della zona 7H Omo e la parte nord della zona 8B Torre Maura.

## Infrastrutture e trasporti

### Strade
Il 21 settembre 2015 è stata inaugurata la nuova tratta stradale Prenestina bis, che collega questa zona dalla via Prenestina all'altezza di via Longoni, col quartiere Alessandrino, sempre sulla via Prenestina, nel tratto fra via Candiani e via Trani. Il 5 dicembre successivo, è stato aperto un secondo tratto della strada che la collega, da via Longoni, direttamente al Grande Raccordo Anulare. Con delibera del Consiglio Comunale n. 86 del 27 maggio 2016, il viale è stato dedicato a Enzo Ferrari.